# Хубесерян, Диана
Диана Хубесерян (арм. Դիանա Խուբեսերյան; род. 5 мая 1994, Ереван) — армянская легкоатлетка, специалистка по бегу на короткие дистанции. Выступала за сборную Армении по лёгкой атлетике в 2010-х годах, победительница и призёрка первенств национального значения, рекордсменка страны, участница летних Олимпийских игр в Рио-де-Жанейро.

## Биография
Диана Хубесерян родилась 5 мая 1994 года в Ереване.
В детстве серьёзно занималась плаванием, в лёгкую атлетику перешла в возрасте 12 лет. Проходила подготовку под руководством тренера Гегама Тер-Григоряна. Окончила Армянский государственный институт физической культуры в Ереване, где училась на журналиста.
Впервые заявила о себе на международном уровне в сезоне 2010 года, когда вошла в состав армянской национальной сборной и выступила в беге на 100 метров на юношеских Олимпийских играх в Сингапуре.
В 2011 году в той же дисциплине стартовала на юношеском мировом первенстве в Лилле.
В 2013 году бежала 100 метров на юниорском европейском первенстве в Риети.
Начиная с 2014 года соревновалась на взрослом уровне, в частности в этом сезоне отметилась выступлением в беге на 200 метров на взрослом чемпионате Европы в Цюрихе.
В 2015 году участвовала в беге на 100 метров на молодёжном европейском первенстве в Таллине, кроме того, на турнире в Краснодаре установила национальный рекорд Армении в данной дисциплине — 11,84.
В мае 2016 года на соревнованиях в Алма-Ате установила свои личные рекорды на дистанциях 100 и 200 метров — 11,59 и 23,18 соответственно, приняла участие в чемпионате Европы в Амстердаме. Выполнив олимпийский квалификационный норматив, удостоилась права защищать честь страны на летних Олимпийских играх в Рио-де-Жанейро, однако в итоге в программе бега на 200 метров не смогла пройти дальше предварительного квалификационного этапа.
Завершила спортивную карьеру по окончании сезона 2017 года.